# Heart and Soul (album)
Pour les articles homonymes, voir Heart and Soul.
Albums de Mari Hamada
Love Never Turns Against
(21 juin 1988) Return to Myself
(7 juin 1989)
Singles
1. Forever
Sortie : 21 mars 1988
2. Heart and Soul
Sortie : 7 septembre 1988

Heart and Soul (écrit : HEART and SOUL), sous-titré The Singles, est un album compilation des singles de Mari Hamada, sorti en 1988.

## Présentation
C'est la cinquième compilation de titres de la chanteuse, après First Period sorti en 1984, Mari's Collection et Now & Then en 1986, et Anthology 1987 l'année précédente. L'album sort le 21 novembre 1988 au Japon sous le label Invitation de Victor Entertainment, cinq mois seulement après son précédent album original Love Never Turns Against. Il atteint la 4e place du classement des ventes de l'Oricon, et reste classé pendant quinze semaines. Il reste le huitième album le plus vendu de la chanteuse. De même que ses autres albums, il est ré-édité le 24 mars 1994 à l'occasion de ses 10 ans de carrière (présentation officielle fautive), puis le 22 octobre 2008 pour ses 25 ans de carrière.
L'album contient dans l'ordre chronologique les chansons-titres des huit singles de Mari Hamada sortis jusqu'alors, ainsi que cinq de leurs « faces B », et une chanson extraite de l'album précédent. Sont exclues de l'album les « faces B » Heartless Woman du 1er single (inédite en album), Fire and Ice du 5e (parue sur l'album In the Precious Age), et Self-Love - Live Version du 6e (version live d'un titre du même album). Sur les titres présents, seules quatre des « faces A » et deux des « faces B » étaient déjà parues sur des albums originaux, et deux autres « faces A » et une « face B » étaient déjà parues sur deux des compilations précédentes ; quatre d'entre elles étaient donc inédites en album jusque-là, dont les deux titres du dernier single homonyme Heart and Soul sorti deux mois auparavant, et la chanson du sixième single Forever paru en mars précédent.

## Liste des titres
Toutes les paroles sont écrites par Mari Hamada.
| CD    | CD                        | CD                                              | CD    | CD | CD | CD | CD | CD | CD |
| No    | Titre                     | Origine                                         | Durée |    |    |    |    |    |    |
| ----- | ------------------------- | ----------------------------------------------- | ----- | -- | -- | -- | -- | -- | -- |
| 1.    | Blue Revolution           | 1er single ; de l'album Blue Revolution         | 5:00  |    |    |    |    |    |    |
| 2.    | Crime of Love             | 2e single ; de la compilation Now & Then        | 5:26  |    |    |    |    |    |    |
| 3.    | Night Steals              | face B du 2e single ; inédit en album           | 4:41  |    |    |    |    |    |    |
| 4.    | Love and Free             | 3e single ; de l'album Promise in the History   | 4:11  |    |    |    |    |    |    |
| 5.    | Promise in the History    | face B du 3e single ; de Promise in the History | 4:53  |    |    |    |    |    |    |
| 6.    | Right to Go               | face B du 4e single ; de Anthology 1987         | 4:35  |    |    |    |    |    |    |
| 7.    | Magic -Adventurous Heart- | 4e single ; de la compilation Anthology 1987    | 4:09  |    |    |    |    |    |    |
| 8.    | 999 ~One More Reason~     | 5e single ; de l'album In the Precious Age      | 3:25  |    |    |    |    |    |    |
| 9.    | Forever                   | 6e single ; inédit en album                     | 4:01  |    |    |    |    |    |    |
| 10.   | Call My Luck              | 7e single ; de l'album Love Never Turns Against | 4:01  |    |    |    |    |    |    |
| 11.   | Sailing On                | face B du 7e single ; Love Never Turns Against  | 3:39  |    |    |    |    |    |    |
| 12.   | Cry No More               | de l'album Love Never Turns Against             | 4:38  |    |    |    |    |    |    |
| 13.   | My Tears                  | face B du 8e single ; inédit en album           | 6:20  |    |    |    |    |    |    |
| 14.   | Heart And Soul            | 8e single ; inédit en album                     | 4:54  |    |    |    |    |    |    |
| 63:53 |                           |                                                 |       |    |    |    |    |    |    |